# Вивільга чорна
Вивільга чорна (Oriolus hosii) — вид співочих птахів родини вивільгових (Oriolidae).

## Назва
Вид названо на честь британського зоолога Чарльза Гоуза (1863-1929), який зібрав перші зразки птаха.

## Поширення
Ендемік Калімантану. Поширений в малазійському штаті Саравак та суміжних районах Індонезії на півночі острова. Природним середовищем існування є субтропічні або тропічні вологі гірські ліси, де йому загрожує втрата середовища проживання.

## Опис
Довжина тіла близько 21 см. Самець весь чорний, за винятком каштанових покривів хвоста. Райдужка темно-червона, дзьоб тьмяно-рожевий. У самиць темні горло та груди контрастують із світлішою, сірою рештою нижньої частини тіла.